# Giselle Itié
Giselle Itié Ramos (Ciudad de México, 3 de octubre de 1982) es una actriz mexicobrasileña.

## Biografía

### Primeros años
Nacida en la Ciudad de México, es hija de un mexicano, Fernando Itié, y de una brasileña, Sandra Ramos. Debido al Terremoto de 1985 en Ciudad de México, se trasladó con su familia a Brasil, tierra de su madre.

## Vida privada
En febrero de 2014, Itié se casó con el actor Emilio Dantas. El matrimonio se separó en julio del año siguiente.
En noviembre de 2015 asume su relación con su pareja televisiva en Os Dez Mandamentos, el actor Guilherme Winter, con el cual mantuvo una relación estable. El 2 de marzo de 2020 dio a luz a su primogénito, sin embargo, en mayo de ese mismo año anuncian su separación.

## Filmografía

### Televisión
| Año  | Título                         | Personaje               |
| ---- | ------------------------------ | ----------------------- |
| 2001 | Os Maias                       | Lola                    |
| 2001 | Pícara soñadora                | Bárbara                 |
| 2002 | Tierra Esperanza               | Eulália                 |
| 2003 | Carga Pesada                   | Mujer del orfanato      |
| 2003 | Kubanacan                      | Belinda                 |
| 2004 | Começar de Novo                | Júlia Magnani Moreno    |
| 2005 | Mandrake                       | Amparo                  |
| 2005 | Oi Mundo Afora                 | presentadora            |
| 2006 | El profeta                     | Sabine                  |
| 2006 | Pé na Jaca                     | Dalila                  |
| 2006 | Avassaladoras                  | Silvinha                |
| 2007 | Nome de Código: Sintra         | Carmen                  |
| 2009 | Bela, la fea                   | Anabela "Bela" Palhares |
| 2012 | Máscaras                       | Manuella Marim          |
| 2015 | Milagros de Jesús              | Noemi                   |
| 2015 | Moisés y los diez mandamientos | Zípora                  |
| 2017 | Belaventura                    | Selena Falcon           |
| 2019 | Llámame Bruna                  | Jana B                  |
| 2019 | Homens?                        | Cris Macedo             |
| 2019 | El Elegido                     | Eva Cordeiro            |
| 2020 | 4+1                            | Angélica                |
| 2020 | Cinema de Enredo               | Dolores                 |

### Cine
| Año  | Título                                      | Personaje         |
| ---- | ------------------------------------------- | ----------------- |
| 2004 | A Babá                                      | Dos Anjos         |
| 2007 | O Mistério da Estrada de Sintra             | Carmen Puebla     |
| 2008 | Mais Uma História No Rio                    | Michele Ferraz    |
| 2009 | Flordelis - Basta Uma Palavra Para Mudar    | Cláudia           |
| 2010 | Inversão                                    | Mila              |
| 2010 | The Expendables                             | Sandra            |
| 2012 | On the Road                                 | Tonia             |
| 2012 | Caleuche                                    | Isabel Millalobos |
| 2014 | Syndrome                                    | Sarah             |
| 2015 | Moisés y los diez mandamientos: La Película | Zípora            |
| 2020 | Freedom                                     | Mãe               |

### Teatro
| Año  | Título       | Personaje |
| ---- | ------------ | --------- |
| 2016 | Fuerza Bruta | Ela       |